# Christian Bartels
Christian Bartels (* 1968 in Bonn) ist ein deutscher Medienjournalist. Seit 2002 gehört er zu den prägenden Autoren der Medienkolumne Altpapier, die 2013 mit dem Bert-Donnepp-Preis ausgezeichnet wurde. Außerdem schreibt er TV- und Radiokritiken für Epd medien, Talkshow-Nachtkritiken für t-online.de und betreibt den Deutschland-Reiseblog überallistesbesser.de.

## Werdegang
Bartels hat Medienwissenschaft, Geschichte und Germanistik in Marburg und Köln studiert und lebt in Berlin. Bereits während seines Studiums, das er mit einer Magisterarbeit über den westdeutschen Kriminalfilm der 1960er Jahre abschloss, verfasste er Kinofilm-Kritiken für die Zeitschrift Kulturnews. Anschließend arbeitete er in Hamburg für die Programmzeitschrift TV Today (damals Gruner + Jahr) sowie das Stern-Supplement Stern TV Magazin und schrieb zugleich für Zeitungen wie FAZ, FAS, Süddeutsche Zeitung, taz, und Tagesspiegel Artikel zum Thema Fernsehen. Außerdem publizierte er im Internet über die zusammenwachsenden Medien. So entwickelte er für Spiegel Online das Fernsehkritik-Format Televisionen.
2002 war Bartels für kurze Zeit Medien-Redakteur beim deutschen Internet-Pionier Netzeitung. Nach dessen Ende überführte er die dort entwickelte Medienkolumne Altpapier als freier Journalist zu neuen Anbietern, darunter evangelisch.de und das MDR-Medienportal 360G, wo sie seit 2017 erscheint. Bartels war und ist Mitglied von Nominierungskommissionen und Jurys des Grimme-Preises und des Grimme Online Awards.